# 劇場版 少女☆歌劇 レヴュースタァライト
『劇場版 少女☆歌劇 レヴュースタァライト』は、2021年に公開された日本のアニメーション映画。古川知宏が監督を務め、キネマシトラスが制作した。本作は2018年に放送されたテレビアニメ『少女☆歌劇 レヴュースタァライト』の総集編『少女☆歌劇 レヴュースタァライト ロンド・ロンド・ロンド』の続編である。
2022年には東京アニメアワードのアニメファン賞で2位となったほか、文化庁メディア芸術祭アニメーション部門において審査委員会推薦作品に選出された。

## あらすじ
神楽ひかりが愛城華恋と決別するところから物語は始まる。主人公の愛城華恋ら登場人物は3年生となり、先輩として下級生への指導を行う日々を送っている。劇団への入団や進学など卒業後の進路にみなが動き始めるなか、愛城華恋は未だに進路が決められない。
かつてオーディションを通じてそれぞれの問題と向き合い、いったんは決着がついていた登場人物らだったが、卒業後の進路という岐路に立って期待を不安を抱く。そうした中、新たな舞台である「ワイルドスクリーンバロック」が開幕する。ワイルドスクリーンバロックでは、大場ななによる「皆殺しのレヴュー」、石動双葉と花柳香子による「怨みのレヴュー」、神楽ひかりと露崎まひるによる「競演のレヴュー」、星見純那と大場ななによる「狩りのレヴュー」、天堂真矢と西條クロディーヌによる「魂のレヴュー」が行われる。
物語の終盤で、華恋はひかりと対峙する。しかし、舞台少女としての覚悟が持てていなかった華恋は一度命を落とす。彼女の遺体を収めた棺は列車に乗せられて嵐を突き抜け、彼女は舞台少女としての覚悟を抱いて生まれ変わる。華恋とひかりによるレヴューである「最後のセリフ」によってワイルドスクリーンバロックは閉幕し、『レヴュースタァライト』を完結に導く。そして、登場人物たちは次の舞台へと進み出す。

## 登場人物
| 登場人物                                     | 声         | 出典  |
| -------------------------------------------- | ---------- | ----- |
| 愛城 華恋（あいじょう かれん）               | 小山百代   | [ 1 ] |
| 神楽 ひかり（かぐら ひかり）                 | 三森すずこ | [ 1 ] |
| 露崎 まひる（つゆざき まひる）               | 岩田陽葵   | [ 1 ] |
| 西條 クロディーヌ（さいじょう くろでぃーぬ） | 相羽あいな | [ 1 ] |
| 天堂 真矢（てんどう まや）                   | 富田麻帆   | [ 1 ] |
| 星見 純那（ほしみ じゅんな）                 | 佐藤日向   | [ 1 ] |
| 石動 双葉（いするぎ ふたば）                 | 生田輝     | [ 1 ] |
| 花柳 香子（はなやぎ かおるこ）               | 伊藤彩沙   | [ 1 ] |
| 大場 なな（だいば なな）                     | 小泉萌香   | [ 1 ] |
| キリン                                       | 津田健次郎 | [ 5 ] |

## 設定

### ワイルドスクリーンバロック
本作の舞台名である「ワイルドスクリーンバロック」は、時間や空間を自由に飛び越える、サイエンス・フィクションのジャンルのひとつである「ワイドスクリーンバロック」を元とした造語である。ワイドスクリーンバロックに、監督である古川が描こうとした「野生（ワイルド）の舞台少女」というテーマが加えられ、前のめりで貪欲な野性に目覚めた舞台少女らの舞台として「ワイルドスクリーンバロック」が形作られた。また、シネスコのワイドスクリーンにも引っかけたものになっている。
この「野生（ワイルド）の舞台少女」について脚本の樋口は、古川は本作のテーマとしてデーヴィッド・ハーバート・ローレンスの作品で、野生の中で生きるものの覚悟や本能、誇り高さが描かれた『自己憐憫』という詩を掲げており、ここから「普通の女の子の喜び」を燃やして舞台に上る舞台少女の生き様や、新たな舞台を目指して進み続ける本能を描こうとしたと推測している。

### レヴュー
テレビシリーズのレヴューはひとりのスタァを決めるものだったが、本作のレヴューは9人の登場人物それぞれが自らの青春に決着をつけるものであるとされている。

## スタッフ
| 原作                 | 原作                 | ブシロード・ネルケプランニング・キネマシトラス |
| 監督                 | 監督                 | 古川知宏                                       |
| 脚本                 | 脚本                 | 樋口達人                                       |
| キャラクターデザイン | キャラクターデザイン | 齊田博之                                       |
| 副監督               | 副監督               | 小出卓史                                       |
| 総作画監督           | 総作画監督           | 安田祥子・佐藤友子                             |
| メカデザイン         | メカデザイン         | 高倉武史・上津康義                             |
| デザイン協力         | デザイン協力         | 小里明花・谷 紫織                              |
| グラフィックデザイン | グラフィックデザイン | 濱 祐斗・山口真生                              |
| 色彩設計             | 色彩設計             | 吉村智恵                                       |
| 美術監督             | 美術監督             | 秋山健太郎・福田健二                           |
| 撮影監督             | 撮影監督             | 神谷久泰                                       |
| 3D美術               | 3D美術               | 出水田和人                                     |
| 編集                 | 編集                 | 黒澤雅之                                       |
| 音響監督             | 音響監督             | 山田 陽                                        |
| 音楽                 | 音楽                 | 藤澤慶昌・加藤達也                             |
| 劇中歌作詞           | 劇中歌作詞           | 中村彼方                                       |
| アニメーション制作   | アニメーション制作   | キネマシトラス                                 |
| 製作                 | 製作                 | レヴュースタァライト製作委員会                 |

## 制作

### 企画
『少女☆歌劇 レヴュースタァライト』は2015年にブシロードとネルケプランニングの共同で、ミュージカルとアニメが二層展開するメディアミックス作品として制作が開始された。2017年にはミュージカル版の初演が行われ、2018年からはテレビアニメが放送された。テレビアニメ終了後、2019年11月3日に横浜アリーナで行われたライブ「3rdスタァライブ“Starry Diamond”」において総集編と新作劇場版の2作品の制作の決定が発表された。

### テーマ
劇場版の制作が決まるとテーマがゼロから再生産されることになった。そのなかで「3年生になった99期生」「それぞれの進路」といった要素が生まれ、「完全無欠の主人公だった愛城華恋を人間にする」ことを劇場版の軸とすることが決まった。
脚本の樋口は、テレビシリーズは全12話で9人の物語を描く必要があったため、愛城華恋には「舞台装置」の役割を与えざるを得ない部分があったと語っている。また、監督の古川も、テレビシリーズでは愛城華恋のポジティブな面が強調されており、内面までは描写されていなかったということはスタッフ全員が感じていたと語っている。愛城華恋役を務めた小山百代も「華恋がどんな子かつかめない」と語っていたという。古川によると、主人公でありミュージカル版では座長でありながら自分が演じるキャラクターをよく理解できないまま演じ続ける小山の「不安と揺らぎ」が劇場版における愛城華恋のキャラクターそのものになったという。
脚本の樋口によると、「愛城華恋とは何者なのか？」ということを掘り下げたことで、テレビシリーズでは描かれなかった彼女の過去や彼女を形作るものが浮き彫りになったとしている。また、両親や同級生の男の子など彼女を取り巻く人物を登場させて彼女の過去を拡張させることが、同時に『レヴュースタァライト』の世界観の拡張にもつながったとしている。男性のキャラクターはテレビシリーズにはほとんど登場していなかった。男性キャラクターを登場させた理由について、監督である古川は、男の子がいない空虚な世界に愛城華恋の過去を設定したくなかったと述べている。

### 脚本
脚本の樋口によると、劇場版から初めて『少女☆歌劇 レヴュースタァライト』に触れる観客でもわかるようキャラクターは濃厚に、ストーリーはシンプルにすることが心掛けられたという。当初の予定では本作は150分の映画になる予定だった。しかし、尺は絶対に120分に収めるように言われたため、映画の前半部分を中心に、作品のスピード感が阻害される説明的なシーンや、作り手の都合で入れられた、映画のテーマを説明するためのキャラクターなどが登場するシーンが削られた。これに関して古川は説明部分を極端にそぎ落とした一面はあるとしつつも、歌で語れる部分であり、また、観客が映画館でキャラクターを見ることによって補完できる部分であると述べている。
劇場版の制作にあたって、9人のメインキャストに「いかにして舞台少女になったのか」というインタビューが実施された。このインタビューは監督の古川、脚本の樋口、プロデューサーの武次茜の3人が行った。古川はこの作品をキャストのためにキャラクターが存在していると考えており、そのためにキャストのことをよく知りたかったという。また、武次はキャストに「これは私たちの映画なんだ」と認識させるためであると考えていたという。このインタビューのなかで、天堂真矢役の富田麻帆は、子どものころからずっと舞台に立っているが、未だに舞台に立つことへの怖さと共存しているということを語り、監督である古川は、その感覚を劇中に取り込んだという。また、古川によると、神楽ひかり役の三森すずこの明るさや西條クロディーヌ役の相羽あいなの面倒見の良さなどがキャラクターに反映されたという。

### 演出
テレビシリーズの『少女☆歌劇 レヴュースタァライト』では東京タワーがモチーフとされていた。本作においては一貫して「列車」が大きなモチーフとなっている。監督である古川は列車をモチーフとしたことについて、重たい金属の塊を出したいという考えがあり、そこからテレビシリーズのモチーフであった東京タワーまで至る道を出そうと考え、それならば鉄道がふさわしいと連想したという。本作のなかでキャラクターは次のステージや舞台に進む過程では必ず列車に乗っているほか、その他のシーンでも列車は随所に出てきており、古川によると、人生の次のステージに向かうためのモチーフとして意識的に取り入れたという。
列車と同様に、トマトも本作のなかで象徴的に用いられている。本作においてトマトは舞台少女を燃やす燃料として描かれている。Febriの岡本大介は古川とのインタビューのなかで、こうした誰にでもなじみある日常の1コマを印象付けて昇華させる演出は古川らしいものであるとしており、それに対して古川は以下のように述べている。
また、日活を思わせるロゴや『マッドマックス 怒りのデス・ロード』を想起させるシーンが登場するなど、本作では様々な既存の実写作品からの引用が行われている。これらについて、監督である古川は、オマージュをやりたいがためにやっているのではなく、オマージュによって観客の感情の振れ方のパターンを引用していると語っている。

### 映像・美術
本作にはジュゼッペ・アルチンボルドによる作品を参考にした、野菜でできたキリンや、デコトラなどがCGで登場する。また、本作のテーマにもなっている列車もCGでモデリングされた。デコトラについて古川は、アニメーション史上最も精密にデコトラを描いたと思うと語っている。CG制作を担当した萌の神谷は、CGでなければ描けない画を期待され、目指すべきところが明確だった一方で、泥臭い作業になり想定以上に時間がかかったと語っている。
本作では舞台役者特有の立ち振る舞いを表現するため、モーションキャプチャが用いられた。モーションキャプチャは登場人物が歌唱するシーンやバレエをするシーンなどで用いられ、かつて宝塚歌劇団に所属していた珠洲春希の動きがキャプチャされた。

### 音楽
本作の音楽はテレビシリーズと同様に、映像に合わせて曲を作る「フィルムスコアリング」という手法が採用された。また、絵コンテや作画を曲に合わせる「ミュージックスコアリング」という手法も同時に採用され、フィルムスコアリングとミュージックスコアリングの二段構えで制作された。本作の楽曲制作を担当した藤澤慶昌や加藤達也によると、本作の劇伴はレヴュー曲の間をつなぐものであり、観客の気持ちを一度ニュートラルにする役割を果たしたとしている。また、レヴュー曲を映えさせるため雰囲気やキャラクターの心情を語りすぎないよう抑揚を意識したという。
本作の楽曲の作詞は全て中村彼方が担当した。中村によると、本作はフィルムスコアリングという方法を採っているため、作詞にあたっては状況説明と心境表現が必要になったという。そのため、映像と音を言葉でつなぎ合わせ、それをさらに強固にするという向き合い方を行ったという。

### キャラクターデザイン
テレビシリーズでキャラクターデザインを務めていた齊田博之は別の作品の制作に関わっていたため本作の制作に加われなかった。キャラクターデザインはテレビシリーズのものをそのまま用いたが、『アニメスタイル』の小黒祐一郎は、本作ではキャラクターがビジュアル的に成長しているとしているほか、監督である古川もテレビシリーズと比べるとシャープな印象になっているとしている。これについて古川は、監督や副監督のチェックを経て大人びた印象になったほか、卒業というテーマとセットになっているためかもしれないとしている。

### アフレコ・演技
テレビシリーズでは全員でアフレコが行われていたが、本作ではCOVID-19の感染流行のため1人ずつや少人数でアフレコが行われた。本作の収録ではキャストが様々なパターンを録り、それを監督である古川や音響監督である山田陽が後で選ぶという形で行われた。また、モニターを消した状態で、タイムを気にせず演じるよう指示があったという。

## 音楽

### 主題歌
「私たちはもう舞台の上」は、本作の主題歌。Arte Refactの本多友紀と佐藤純一が作曲を、同様に佐藤純一が編曲を、中村彼方が作詞を手掛け、スタァライト九九組が歌唱する。本曲は2021年に行われた令和アニソン大賞で編曲賞とユーザー投票賞を受賞した。また、作詞賞にノミネートされた。編曲賞の選考では「どんどん声が重なっていって大団円を迎える上質な王道」「作品とシンクロして、明るさの中に切なさがあるようなものをメロディや歌詞だけでなくアレンジで見せた」といった評価を受けた。また、ユーザー投票賞では途中経過で5位だったが、順位を上げて受賞となった。「私たちはもう舞台の上」という曲名は監督である古川が考案たという。

## 封切り
2020年12月5日に行われた「新情報盛りだくさん！！スタァライト連続生放送」の第1部であるラジオ「聖翔音楽学園放送局 新情報特番」において、本作が2021年5月21日に日本全国の54の映画館で公開されることが発表された。2021年4月16日には予告編とキービジュアル、主題歌である「私たちはもう舞台の上」が公開された。しかし、Covid-19のパンデミックによって6月4日に延期された。当初の公開日だった5月21日には本作の冒頭250秒の動画がYouTubeで公開された。公開日である6月4日には東京にある新宿バルト9で初日舞台挨拶が行われ、監督の古川知宏、脚本の樋口達人、華恋役の小山百代、ひかり役の三森すずこが登壇した。

## 評価

### 批評
『アニメスタイル』の小黒裕一郎は、本作は表現のために現実を異様なまでに変容させており、このことから本作を商業アニメーションにおけるアバンギャルドの最先端であるとしている。これに対し、監督である古川は、アバンギャルドであるとはあまり思っておらず、あくまでアバンギャルドな表現はアニメを映像体験にするために必要不可欠な行為であると語っている。

### 受賞・ノミネート
| 年     | 賞                               | 部門                                  | 候補                                  | 結果       | 出典   |
| ------ | -------------------------------- | ------------------------------------- | ------------------------------------- | ---------- | ------ |
| 2021年 | 令和アニソン大賞                 | 作詞賞                                | 「私たちはもう舞台の上」              | ノミネート | [ 28 ] |
| 2021年 | 令和アニソン大賞                 | 編曲賞                                | 「私たちはもう舞台の上」              | 受賞       | [ 28 ] |
| 2021年 | 令和アニソン大賞                 | ユーザー投票賞                        | 「私たちはもう舞台の上」              |            | [ 28 ] |
| 2022年 | 東京アニメアワードフェスティバル | アニメファン賞                        | 劇場版 少女☆歌劇 レヴュースタァライト | 2位        | [ 38 ] |
| 2022年 | 文化庁メディア芸術祭             | アニメーション部門 審査委員会推薦作品 | 劇場版 少女☆歌劇 レヴュースタァライト | 受賞       | [ 39 ] |

## 関連商品

### Blu-ray
本作のBlu-rayは2021年12月22日にオーバーラップより発売された。オリコンの週間アニメBlu-rayランキングによると、2022年1月3日付で3位、1月10日付で5位、1月17日付で9位、1月24日付で6位だった。2022年12月時点で推定累積売上は15,084枚を記録している。
| 発売日         | 規格品番  | 出典   |
| -------------- | --------- | ------ |
| 2021年12月22日 | OVXN-0058 | [ 40 ] |

### CD
|        | 発売日        | タイトル                                                   | 規格品番  | 出典   |
| ------ | ------------- | ---------------------------------------------------------- | --------- | ------ |
| 主題歌 | 2021年6月30日 | 私たちはもう舞台の上                                       | PCCG-2035 | [ 27 ] |
| 劇中歌 | 2021年7月21日 | 劇場版 少女☆歌劇 レヴュースタァライト 劇中歌アルバム vol.1 | PCCG-2036 | [ 46 ] |
| 劇中歌 | 2021年7月21日 | 劇場版 少女☆歌劇 レヴュースタァライト 劇中歌アルバム vol.2 | PCCG-2037 | [ 47 ] |